# Navacepedilla de Corneja
Navacepedilla de Corneja és un municipi de la província d'Àvila, a la comunitat autònoma de Castella i Lleó. El 2023 tenia 95 habitants.